# LIBOR-Markt-Modell
Das LIBOR-Markt-Modell (auch BGM-Modell nach dessen Autoren Brace, Gatarek und Musiela) ist ein Zinsstrukturmodell zur Bewertung von Zinsderivaten, insbesondere komplexen Zinsderivaten. Im Gegensatz zu anderen Modellen verwendet es am Markt beobachtbare LIBOR-Sätze und Volatilitäten (Cap Volatilitäten, die auf Caplet Volatilitäten heruntergebrochen werden).

## Modell
Im LIBOR-Markt-Modell wird für {\displaystyle n} Terminzinsen {\displaystyle L_{i}}, {\displaystyle i=1,\ldots ,n} eine Dynamik der Form
{\displaystyle {\frac {dL_{i}(t)}{L_{i}(t)}}=\mu _{i}(t)\ dt\ +\ \sigma _{i}(t)\ dW_{i}{\text{,}}\qquad i=1,\ldots ,n}
angenommen. Hierbei bezeichnet {\displaystyle L_{i}} den Terminzins der Periode {\displaystyle [T_{i},T_{i+1}]}. Für einen einzelnen Terminzins entspricht das Modell damit dem Black-Modell. Gegenüber dem Black-Modell wird im LIBOR-Markt-Modell die Dynamik einer ganzen Familie von Terminzinsen unter einem einheitlichen Maß betrachtet.

### Originalarbeiten
- Alan Brace, Dariusz Gatarek, Marek Musiela: The Market Model of Interest Rate Dynamics. In: Mathematical Finance. Band 7, 1997, S. 127–147 (englisch).
- Farshid Jamshidian: LIBOR and Swap Market Models and Measures. In: Finance and Stochastics. Band 1, 1997, S. 293–330 (englisch).
- Kristian R. Miltersen, Klaus Sandmann, Dieter Sondermann: Closed Form Solutions for Term Structure Derivatives with Lognormal Interest Rates. In: Journal of Finance. Band 52, 1997, S. 409–430 (englisch).

### Bücher
- Damiano Brigo, Fabio Mercurio: Interest Rate Models – Theory and Practice. Springer, Berlin 2001, ISBN 3-540-41772-9 (englisch).
- Christian P. Fries: Mathematical Finance: Theory, Modeling, Implementation. Wiley, 2007, ISBN 0-470-04722-4 (englisch, Inhaltsverzeichnis).
- Marek Musiela, Marek Rutkowski: Martingale methods in financial modelling: theory and applications. Springer, 1997, ISBN 3-540-61477-X (englisch).
- Riccardo Rebonato: Modern Pricing of Interest-Rate Derivatives: The Libor Market Model and Beyond. Princeton University Press, 2002, ISBN 0-691-08973-6 (englisch).
- John Schoenmakers: Robust Libor Modelling and Pricing of Derivative Products. Chapman and Hall, 2005, ISBN 1-58488-441-X (englisch).
- Johannes Wernz: Bank Management and Control. Springer Nature, 2020, ISBN 978-3-03042866-2 (englisch).